# Альмарса-де-Камерос
Альмарса-де-Камерос (ісп. Almarza de Cameros) — муніципалітет в Іспанії, у складі автономної спільноти Ла-Ріоха. Населення — 27 осіб (2009).
Муніципалітет розташований на відстані близько 220 км на північний схід від Мадрида, 30 км на південний захід від Логроньйо.

## Демографія
Динаміка населення (INE ):

## Галерея зображень

Розташування муніципалітету